# یوحتی‌بو فندی
یوحتی‌بو فندی (انگلیسی: Iuhetibu Fendy؛ نام مصری باستان: Iwḥ.t-ibw Fnd) یک شاهدخت مصر باستان از دودمان سیزدهم بود. او دختر پادشاه سوبک‌حتپ سوم سوم و ملکه ننی بود. یوحتی‌بو فندی از دو منبع شناخته شده است. او در یک سنگ یادبود صخره‌ای در وادی الهول و همچنین در یک سنگ یادبود از ابیدوس که اکنون در موزه لوور در پاریس (شماره C8) نگهداری می‌شود، دیده می‌شود. در این سنگ‌نوشته‌ها، او همراه با خواهرش دِدِتانقِت (که گاهی به صورت ددِتانوق نوشته می‌شود) در مقابل خدای باروری مین نشان داده شده است.
دو نام او در یک کارتوش نوشته شده است، که این امتیازی نادر است و در این دوران تنها به برخی زنان سلطنتی داده می‌شد، بنابراین این امر نشانگر وضعیت ویژه یوحتی‌بو فندی است. یوحتی‌بو فندی نامی دوگانه دارد. نام اول یوحتی‌بو بود که همچنین نام مادر بزرگ او یوحتی‌بو نیز بود. نام‌گذاری فرزندان به نام پدربزرگ و مادربزرگ در مصر باستان غیر معمول نبود. فندی یک نام مستعار به معنی «بینی» است.